# Saxones. Eine neue Geschichte der alten Sachsen

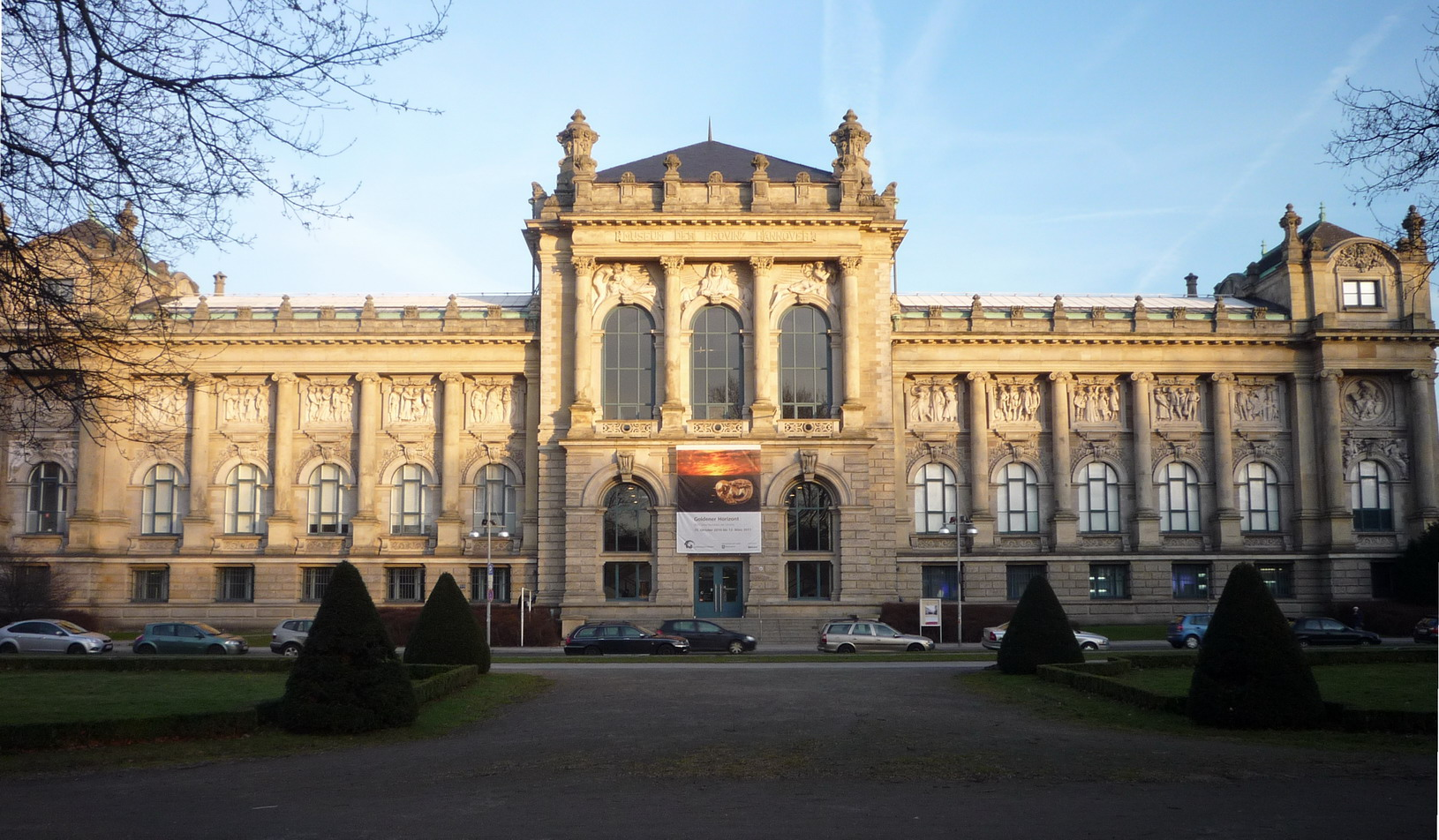
Ausstellungsort Niedersächsischen Landesmuseum Hannover

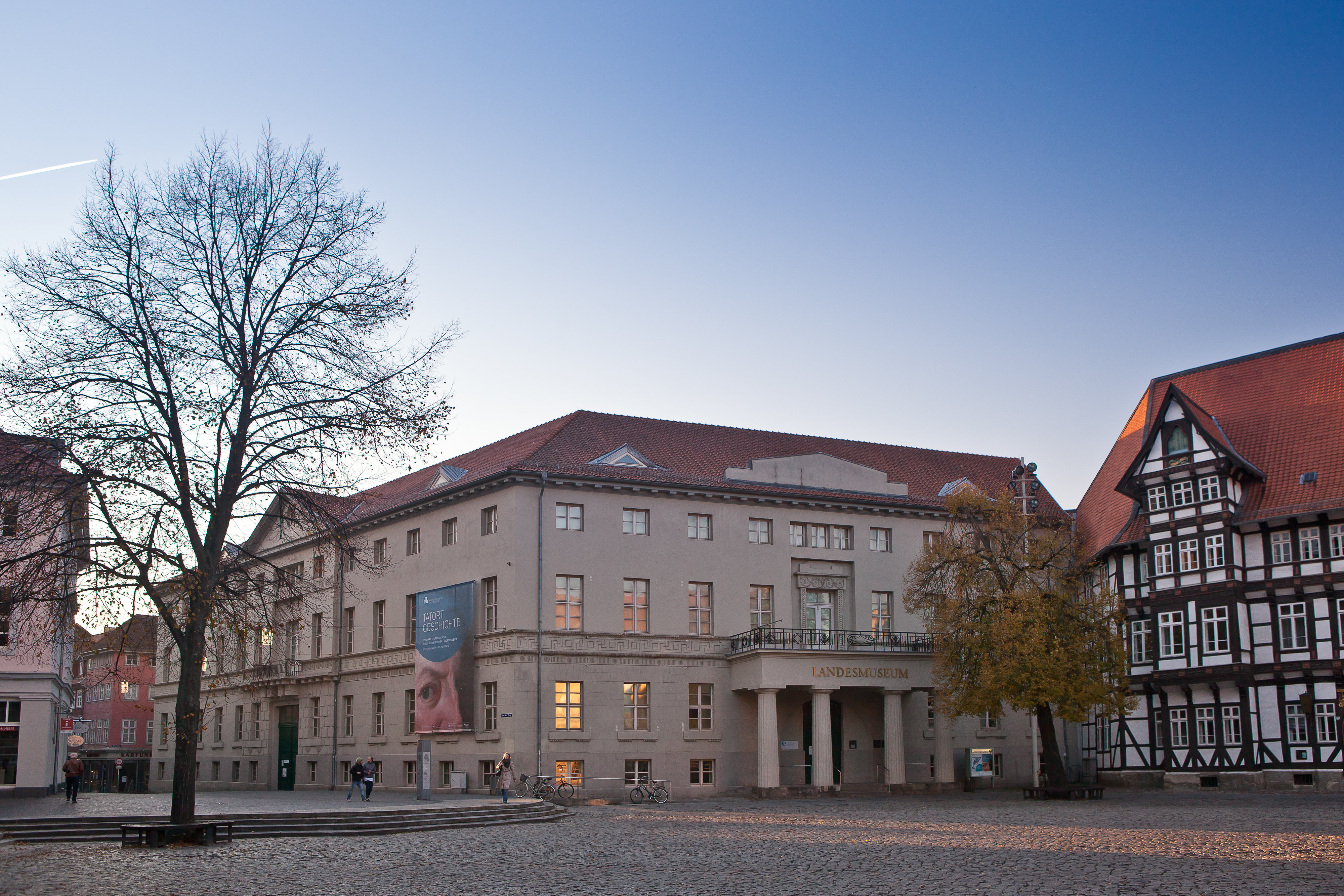
Ausstellungsort Braunschweigischen Landesmuseum

Unter dem Titel Saxones – eine neue  Geschichte der alten Sachsen fand von April 2019 bis Februar 2020 eine Niedersächsische Landesausstellung im Niedersächsischen Landesmuseum Hannover und im Braunschweigischen Landesmuseum in Braunschweig statt. Sie befasste sich mit dem Völkerverband der Sachsen, der im 1. Jahrtausend im heutigen Nordwestdeutschland ansässig war. Der Ausstellungstitel verwendet mit Saxones das lateinische Wort, mit dem antike und spätantike Autoren die Sachsen bezeichneten. Es ist vom typischen Hiebmesser der Sachsen, dem Sax, abgeleitet.

## Inhalt
Die  Ausstellung auf einer Fläche von 800 m² beschrieb anhand von Exponaten die Geschichte des ersten Jahrtausends nach Christus im Gebiet des heutigen Niedersachsens und Westfalens, als sich dort eine sächsische Identität herauskristallisierte. Optisch illustrierten dies gemalte, überlebensgroße Porträts und Szenen um neun Personen als Momentaufnahmen aus ihrem Leben, wie Bestattung, Trinkgelage, Kriegsheimkehr, Haareschneiden, Kriegstracht, Schreibarbeit und Viehhandel. Jedes Bild stand für das Typische eines Jahrhunderts des ersten Jahrtausends nach Christi Geburt. Eine zentrale Rolle in der Ausstellung nahm die um 970 abgefasste Schrift Res gestae Saxonicae, die Sachsengeschichte, des Mönchs Widukind von Corvey als erste schriftliche Quelle zu den Sachsen ein.

## Exponate
In der Ausstellung wurden rund 850 Exponate gezeigt, darunter 160 Ensembles von archäologischen Funden und 60 besondere Einzelobjekte, wie Waffen, Schmuck, Handschriften, Urkunden und liturgisches Gerät. Viele Stücke sind mit Dekors verziert, deren Motive die Menschen damals als Codes gelesen und verstanden haben. Ein Großteil der Exponate waren Grabbeigaben. Etwa ein Drittel der Stücke kam aus dem eigenen Museumsbestand. Die übrigen Exponate stammten von 72 Leihgebern in Form deutscher und internationaler Sammlungen in Dänemark, Frankreich und Großbritannien.

### Besondere Themen und Fundkomplexe
| - Prunkgrab von Hiddestorf - Altsächsische Gräberfelder an der Fallward - Kloster Brunshausen - Königspfalz Werla - Schezla - Fürstengräber von Marwedel - Pfalz Paderborn | - Altsächsisches Gräberfeld Liebenau - Childerichgrab - Siedlungskammer Rullstorf - Reitergrab von Hankenbostel - Schatz von Lengerich - Harzhornereignis - Kloster Corvey | - Goldschatz von Dortmund - Feddersen Wierde - Bronzeeimer von Sasendorf - Wüstung auf dem Lindenbrink - Fürstengrab des Arpvar in Gellep-Stratum - Urkunden von Ludwig dem Frommen - Buch Translatio Alexandri |

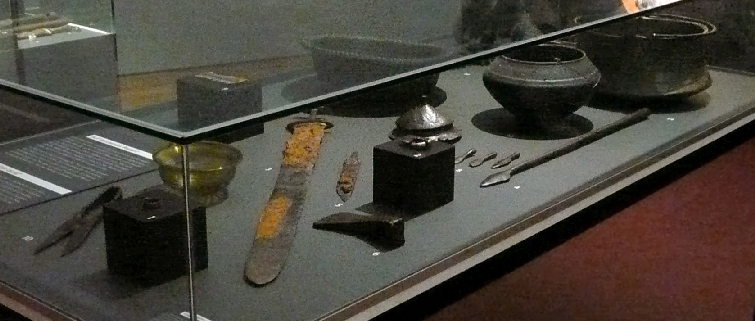
Grabinventar des Prunkgrabs von Hiddestorf
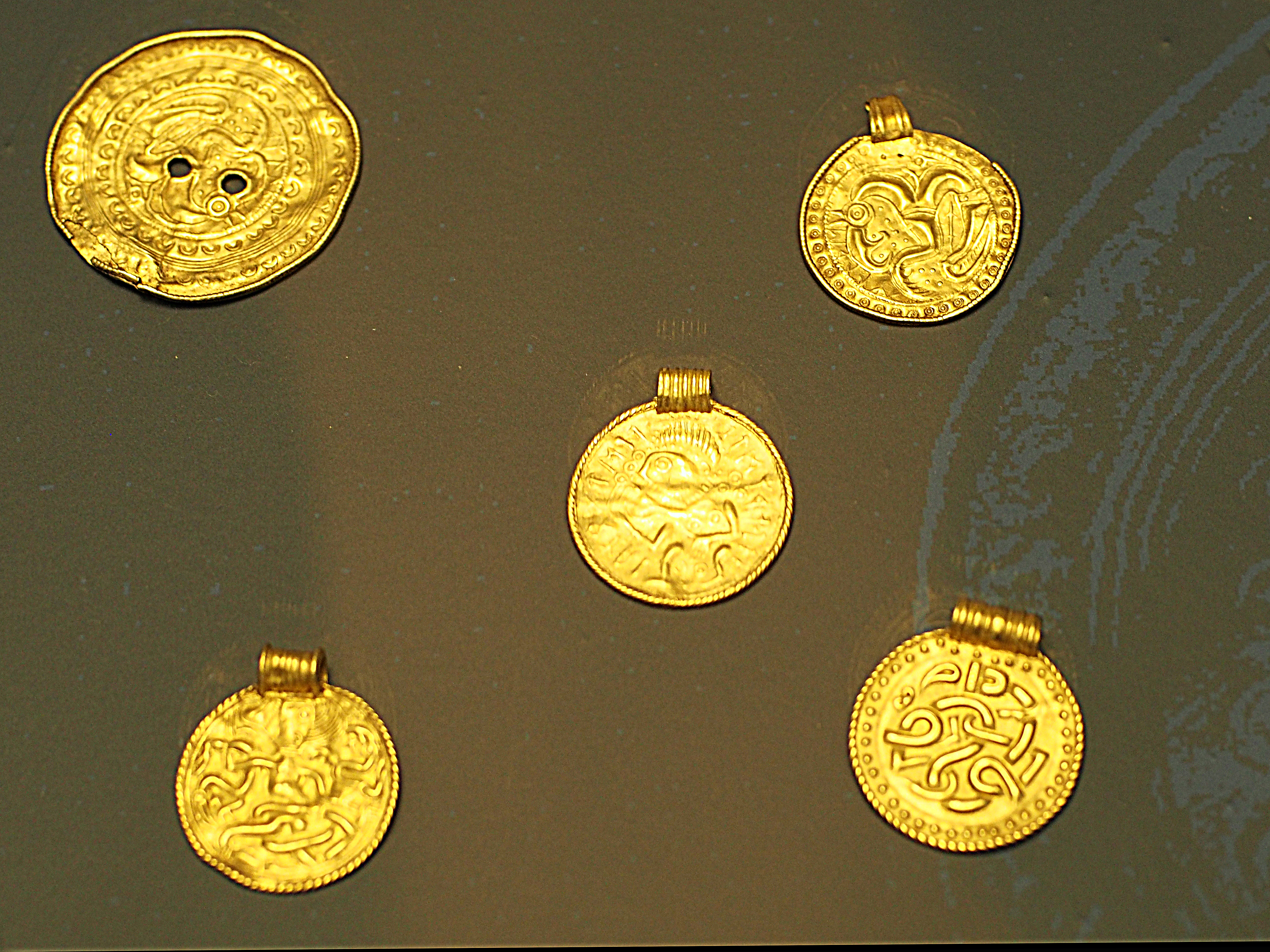
Goldbrakteaten des Hortfundes von Nebenstedt, Landkreis Lüchow-Dannenberg
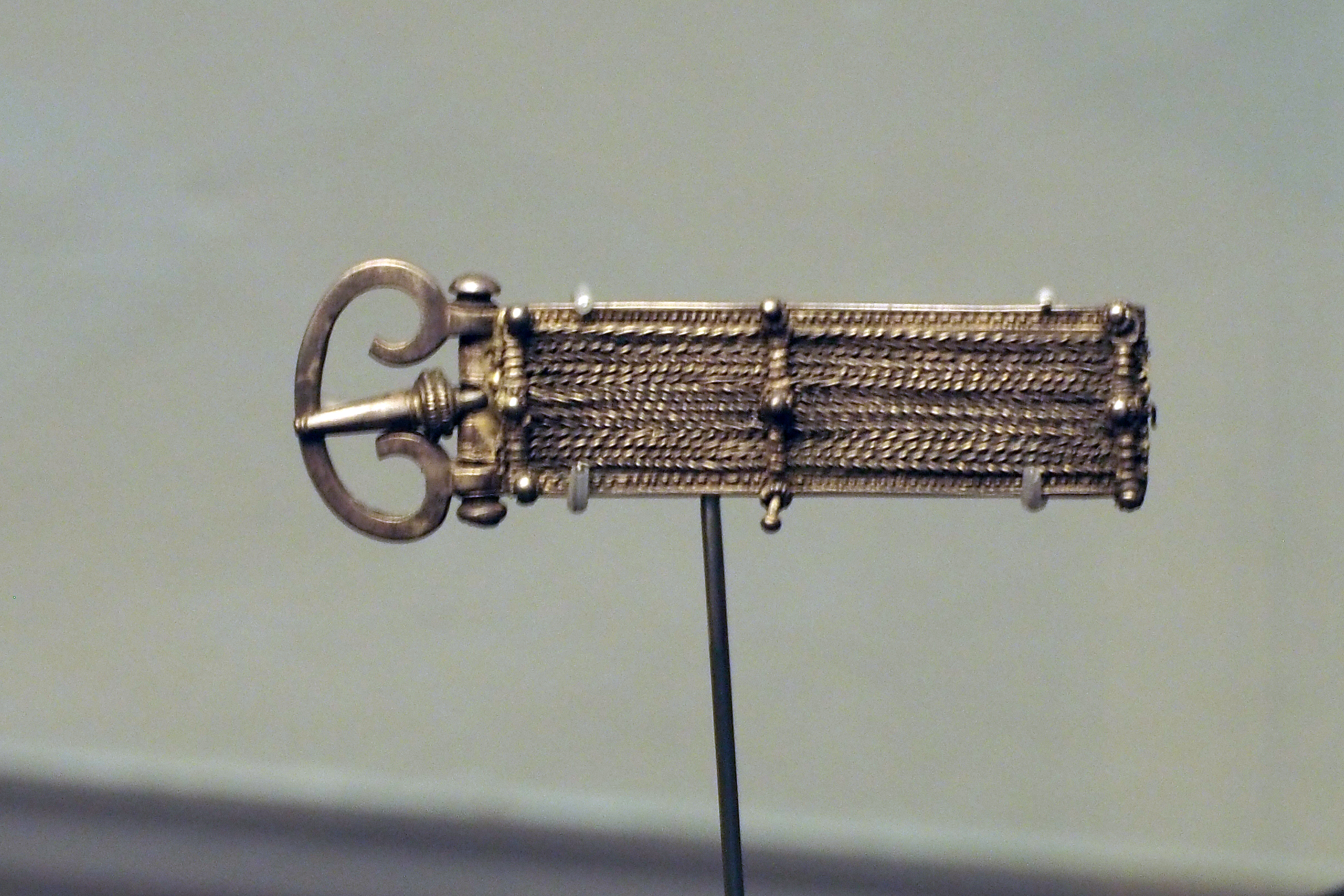
Gürtelschnalle aus dem Reitergrab von Hankenbostel
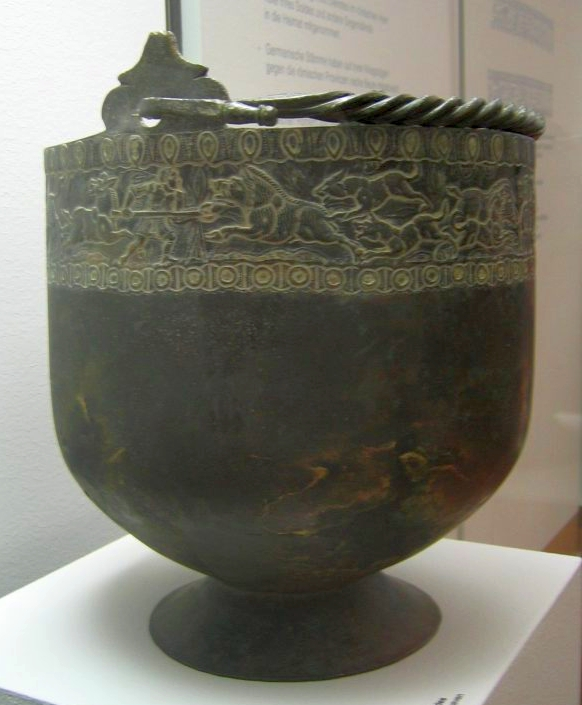
Hemmoorer Eimer
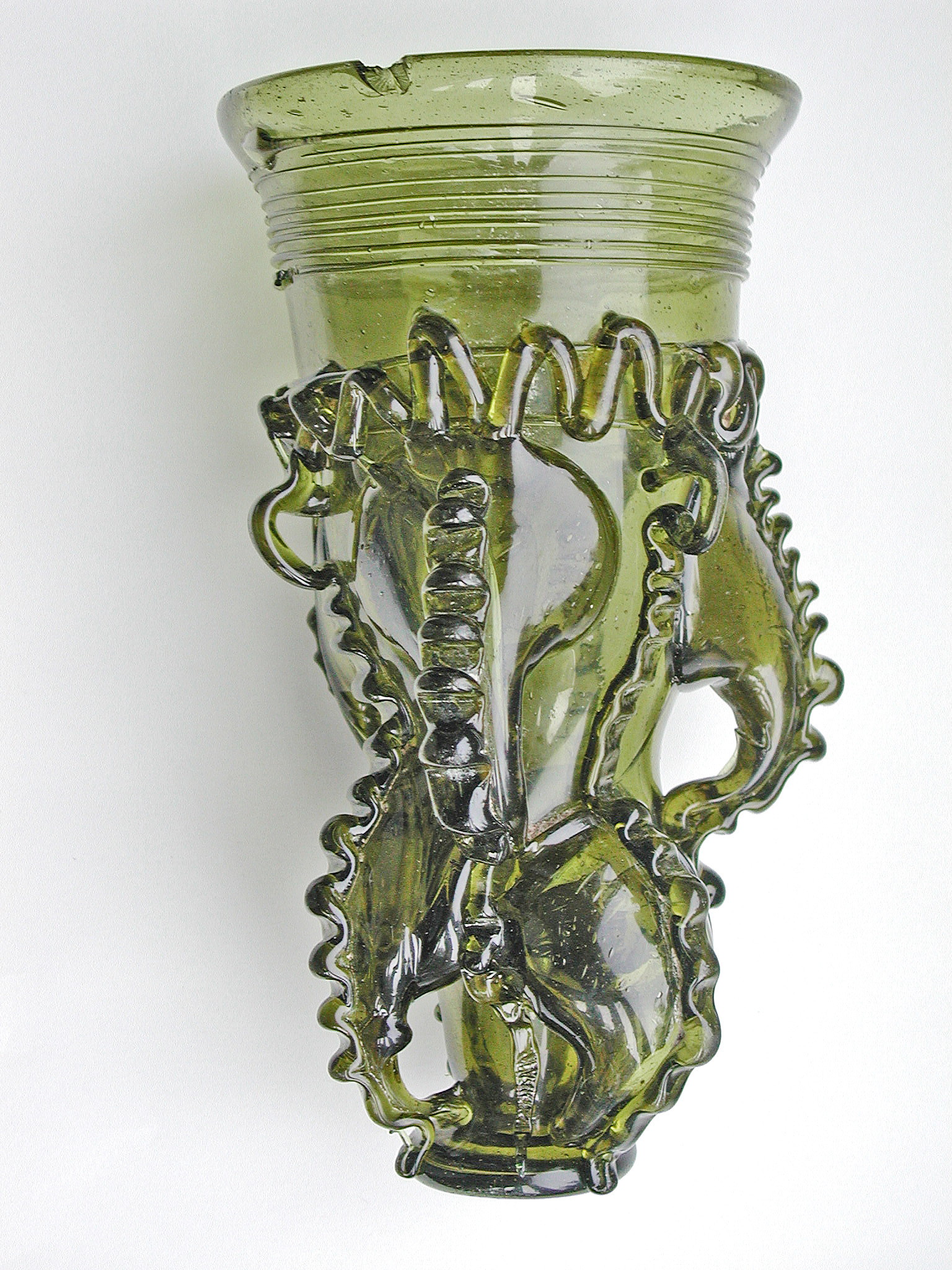
Rüsselbecher vom Sächsischen Gräberfeld bei Immenbeck
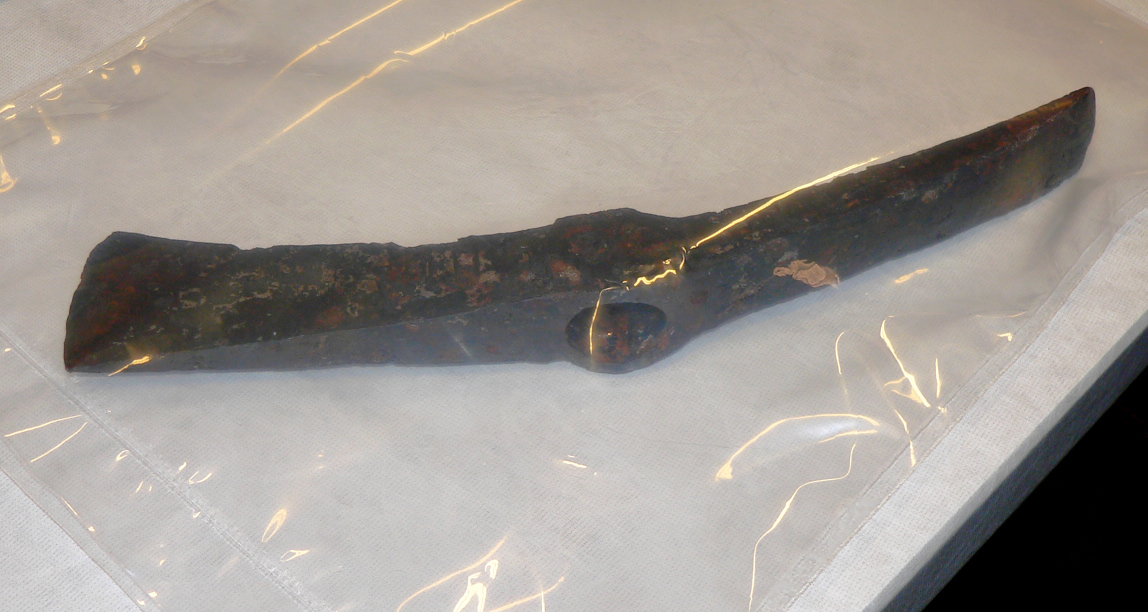
Dolabra vom Harzhornereignis
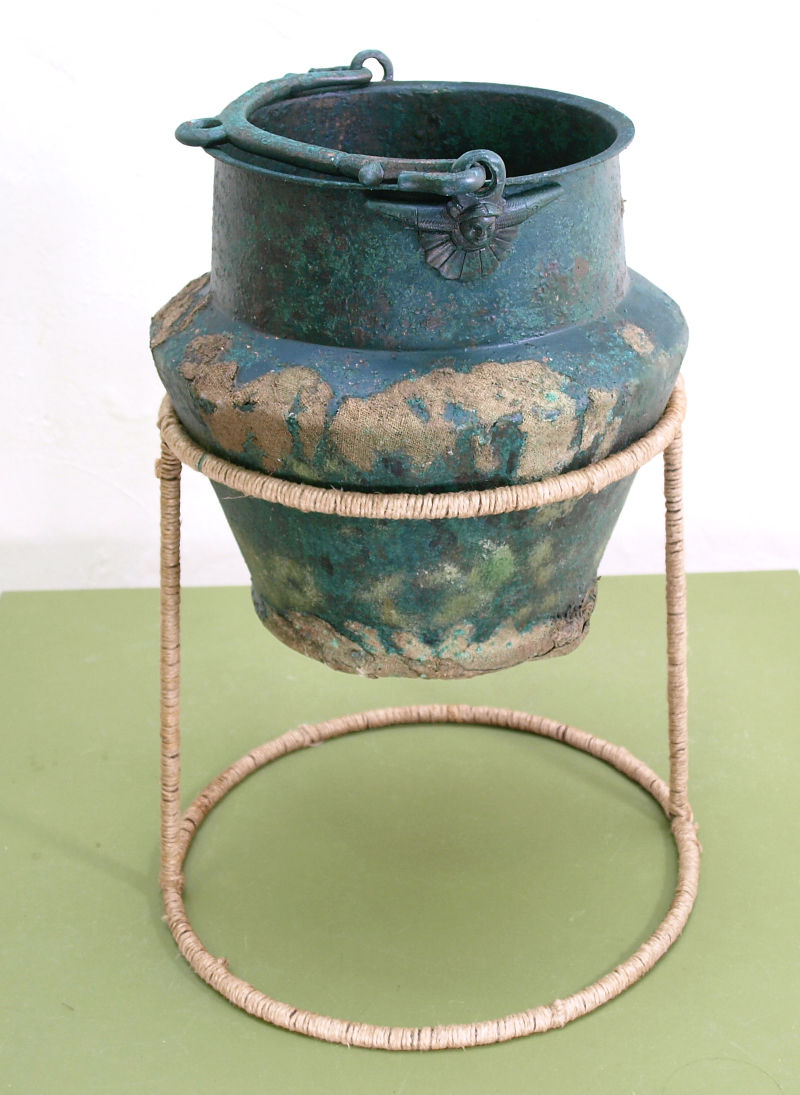
Bronzeeimer von Sasendorf
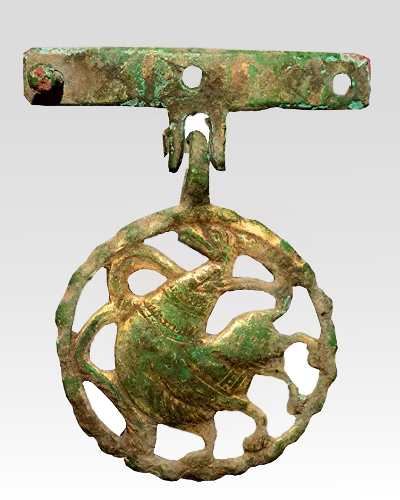
Fundstück der Wüstung auf dem Lindenbrink
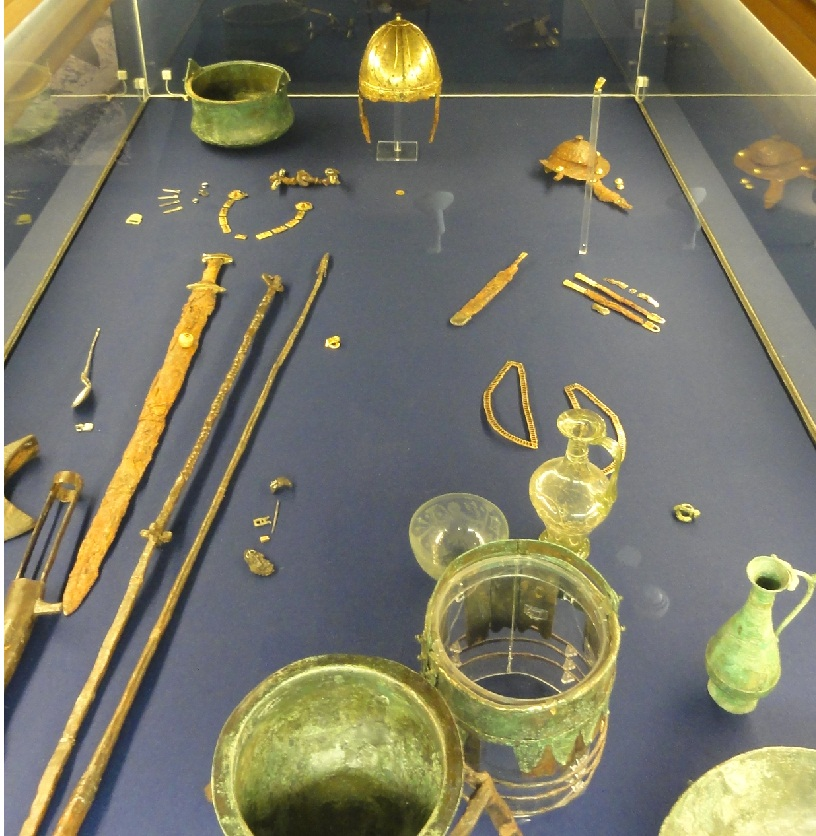
Fürstengrab des Arpvar in Gellep-Stratum
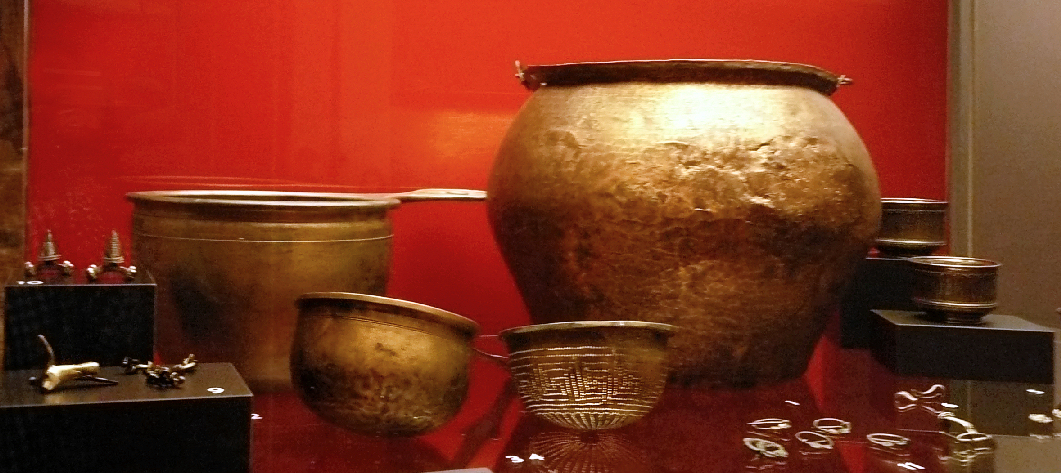
Grabinventar der Fürstengräber von Marwedel

## Organisation
Die Landesausstellung wurde vom 5. April bis zum 18. August 2019 im Landesmuseum Hannover und vom 22. September 2019 bis zum 2. Februar 2020 im Braunschweigischen Landesmuseum gezeigt. Sie ist von beiden Museen gemeinsam konzipiert worden und stand unter der Schirmherrschaft des niedersächsischen Ministerpräsidenten Stephan Weil. Hauptförderer der Ausstellung waren das Land Niedersachsen durch das Niedersächsische Ministerium für Wissenschaft und Kultur sowie die Stiftung Braunschweigischer Kulturbesitz, die Richard Borek Stiftung, die Kulturstiftung der Länder und die Stiftung Niedersachsen.
Kuratorin der Ausstellung war die Prähistorikerin Babette Ludowici. Seit 2005 führte sie mit Claus von Carnap-Bornheim als Mitglied der Geschäftsführung des Internationalen Sachsensymposions die in den 1950er Jahren durch Albert Genrich initiierte Sachsenforschung in Niedersachsen fort. Der von Babette Ludowici unter dem Titel Saxones herausgegebene Begleitband zur Ausstellung erschien im Konrad Theiss Verlag.
Das Ausstellungskonzept begutachtete und begleitete ein internationaler wissenschaftlicher Beirat von Archäologen und Historikern. Dazu gehörten Angehörige des 1949 gegründeten Fachverbandes Internationales Sachsensymposium. Arbeitsgemeinschaft zur Archäologie der Sachsen und ihrer Nachbarvölker (IVoE) mit Sitz in Brüssel.

## Bedeutung und Rezeption
Die Landesausstellung erhob mit ihrem Titel den Anspruch, die Geschichte der Sachsen neu zu erzählen. Dazu präsentierte sie Forschungsergebnisse aus der Sachsenforschung der letzten 35 Jahre. Laut der Ausstellungskuratorin Babette Ludowici seien diese Erkenntnisse zwar in Fachkreisen bekannt, aber in der Form noch nicht für die Öffentlichkeit aufbereitet worden.
Die Ausstellung wollte dazu beitragen, dass sich die Vorstellung von den Sachsen durch historisch-kritische Forschung zu einem differenzierteren Bild wandelt. Das durch Widukind von Corvey im 10. Jahrhundert geprägte Bild von den Sachsen sei ein Mythos, der von der nationalstaatlichen Geschichtsschreibung des 19. Jahrhunderts und von den Nationalsozialisten aufgegriffen wurde. Medieneinschätzungen zufolge räume die Ausstellung mit früheren Legendenbildungen zu den Sachsen auf und zeige, dass völkisches Denken auf wackligen Beinen stehe. Laut Markus Hilgert von der Kulturstiftung der Länder stelle die Ausstellung eine „Dekonstruktion“ eines  „deutschtümelnden“ Sachsen-Diskurses dar.

## Kritik
Die Ausstellung und auch der dazu erschienene Begleitband Saxones wurden von einzelnen Wissenschaftlern aus archäologischer Sicht scharf kritisiert. Es habe sachliche Fehler und das Fehlen neuer Forschungsergebnisse gegeben. In vielen Bereichen seien trotz des Vorliegens archäologischer Erkenntnisse Lücken in der Darstellung vorhanden, wie zum Beispiel beim sächsischen Burgenbau, bei der altsächsischen Sprache, der Religion und Mythologie, der frühen Stadtentwicklung, der Herausbildung von Stiften und Klöstern sowie bei Gebäuden und Ansiedlungen. Die Ausstellung präsentierte Elitegräber, Horte, Edelmetallobjekte, Waffen und Glasgefäße während die archäologischen Funde zur Alltagskultur, wie Werkzeuge, Geräte, Bekleidung, handgemachte Keramik, Knochen- und Geweihobjekte, fehlten. Das formulierte Ziel, eine „neue Geschichte“ der Sachsen zu schreiben, sei nicht erreicht worden.